# 理髮師合唱
理髮師合唱（英語：barbershop music）指一种無伴奏的合唱方式團體，也泛指理髮師合唱這種類型的歌曲。

## 歷史
理髮師合唱興起於40年代的奧克拉荷馬州，現已廣佈世界各地。

## 歌曲
理髮師合唱是屬於無伴奏的合唱方式，共分四個聲部，一般來說，領唱者负责唱主旋律，男高音的合聲在主旋律之上，男低音唱最低的根音，男中音則在其中做合聲，通常在主旋律之下。男高音或男低音通常不唱主旋律，除了少數的音符為了避免被中聲部的音域而限制住，有時在結尾會有一点花俏的點綴，有些地方甚至只有三個聲部。

## 外部連結
- 理髮師合唱的官方網站 （页面存档备份，存于）